# Girolamo Mattei, I duca di Giove
Girolamo Mattei, talvolta indicato come Girolamo I per distinguerlo dall'omonimo nipote (Roma, 1606 – Roma, 16 gennaio 1676), è stato un nobile e politico italiano.

## Biografia
Girolamo nacque a Roma nel 1606 da Asdrubale Mattei, marchese di Giove, e dalla sua seconda moglie Costanza Gonzaga, della casata dei Gonzaga di Novellara e Bagnolo. Era fratello maggiore del militare Luigi Mattei e fratellastro minore dell'abate Paolo Mattei. Suoi zii furono Ciriaco Mattei e il di lui omonimo cardinale Girolamo Mattei.
Nel 1617 sposò Dorotea (morta nel 1665), figlia del cugino Giovanni Battista Mattei; dalla loro unione non nacquero figli.
Nel 1624, grazie alla familiarità con la corte di papa Urbano VIII Barberini, amico di famiglia dei Mattei, entrò in contatto con Galileo Galilei, che si trovava a Roma in quei mesi, al quale chiese lezioni di matematica.
Alla morte del suocero e cugino Giovanni Battista, avvenuta il 6 giugno 1624, Girolamo ne ereditò tutti i feudi con annessi titoli nobiliari (Rocca Sinibalda, Castel San Pietro Sabino e Antuni); mentre alla morte del padre Asdrubale, l'8 gennaio 1638, ne ereditò il titolo di marchese di Giove e, soprattutto, l'enorme patrimonio immobiliare, comprendente diversi palazzi dell'Isola Mattei (Palazzo Mattei alle Botteghe Oscure, Palazzo Mattei di Giove e il palazzetto all'Olmo) e due ville urbane (Villa Mattei al Celio e Villa Mattei al Palatino) con tutte le loro collezioni di opere d'arte.
Insieme agli edifici e alle opere d'arte, Girolamo ereditò anche i numerosi debiti che suo padre e i suoi zii avevano accumulato per creare i loro palazzi e le loro vaste collezioni d'arte. Per cercare di risanare le proprie condizioni finanziarie, decise inizialmente, così come aveva fatto il padre, di dare in affitto il palazzo alle Botteghe Oscure al monsignor Ottavio Corsini fino al 1642 per 1300 scudi l'anno, ma si vide poi costretto a venderlo ai fratelli Giuseppe e Marzio Ginnetti per 24.000 scudi cum pacto redimendi, ossia con una clausola che gli concedeva il diritto di riacquistare l'edificio al medesimo prezzo.
La difficile condizione economica comportò una notevole perdita di prestigio per il casato Mattei che rendeva difficile a Girolamo ottenere credito. Gli venne in soccorso papa Urbano VIII che, tramite una bolla papale del 10 ottobre 1643, gli concesse la dignità ducale sul feudo di Giove "affinché la terra sia adorna al titolo più degno". Il Mattei cercò inoltre di riconquistare parte del prestigio perso anche dedicandosi attivamente alla politica capitolina, come i membri del suo casato avevano fatto per oltre due secoli: nel 1647, fu nominato caporione di Sant'Angelo, incarico che ricoprì di nuovo nel 1650, quando fu anche eletto priore dei caporioni.
Alla morte del fratello Luigi, nel 1665, ereditò da lui la signoria di Belmonte in Sabina.
Rimasto vedovo, sposò in seconde nozze il 2 settembre 1666 la ben più giovane Eugenia Spada (1639 - 1717), sorella del cardinale Fabrizio Spada e vedova di Domenico Maidalchini, dalla quale ebbe un solo figlio, Alessandro (1670 - 1729), suo futuro erede.
Il 26 settembre 1672, papa Clemente X, amico e protettore della famiglia Mattei, gli concesse, con un chirografo papale, di istituire il Monte Mattei, al quale Girolamo vincolò alcuni beni di famiglia. Un anno dopo, il 30 settembre 1673, Girolamo riuscì finalmente, grazie al denaro dei montisti, a riacquistare il palazzo di famiglia dai Ginnetti, che vi rimasero comunque ad abitare come affittuari fino al 1682, per la cifra di 1200 scudi l'anno. Agli stessi Ginnetti diede in affitto anche il palazzetto all'Olmo per la cifra di 1100 scudi l'anno.
Girolamo morì a Roma il 16 gennaio 1676. Nonostante i suoi sforzi, la situazione economica della sua famiglia rimase comunque critica e, a partire dal 1678, la sua vedova fu costretta a vendere quasi tutti i possedimenti del defunto marito per coprire le spese di mantenimento del Monte Mattei. Alla famiglia rimasero solo il feudo di Giove, il Palazzo Mattei di Giove e la villa al Celio.

## Ascendenza
|                                                               |                                                                   |                                                                | Genitori                                     |  |  | Nonni |  |  | Bisnonni       |  |  | Trisnonni   |  |
|                                                               |                                                                   |                                                                |                                              |  |  |       |  |  | Ciriaco Mattei |  |  | Saba Mattei |  |
|                                                               |                                                                   |                                                                |                                              |  |  |       |  |  | Ciriaco Mattei |  |  | Saba Mattei |  |
|                                                               |                                                                   | Caterina Tuttavilla                                            |                                              |  |  |       |  |  | Ciriaco Mattei |  |  |             |  |
| Alessandro Mattei                                             |                                                                   |                                                                |                                              |  |  |       |  |  | Ciriaco Mattei |  |  |             |  |
|                                                               |                                                                   | Giulia Matuzzi                                                 | Pietro Giovanni Matuzzi                      |  |  |       |  |  |                |  |  |             |  |
|                                                               |                                                                   | Giulia Matuzzi                                                 | Pietro Giovanni Matuzzi                      |  |  |       |  |  |                |  |  |             |  |
|                                                               |                                                                   | Giulia Matuzzi                                                 | Isabella Borgia                              |  |  |       |  |  |                |  |  |             |  |
| Asdrubale Mattei, I marchese di Giove                         |                                                                   | Giulia Matuzzi                                                 |                                              |  |  |       |  |  |                |  |  |             |  |
|                                                               |                                                                   | Tuccio Mazzatosta                                              | Riccardo Mazzatosta                          |  |  |       |  |  |                |  |  |             |  |
|                                                               |                                                                   | Tuccio Mazzatosta                                              | Riccardo Mazzatosta                          |  |  |       |  |  |                |  |  |             |  |
|                                                               |                                                                   | Tuccio Mazzatosta                                              | Vittoria Massimo                             |  |  |       |  |  |                |  |  |             |  |
| Emilia Mazzatosta                                             |                                                                   | Tuccio Mazzatosta                                              |                                              |  |  |       |  |  |                |  |  |             |  |
|                                                               |                                                                   | Claudia Orsini                                                 | Orsino Fausto Orsini                         |  |  |       |  |  |                |  |  |             |  |
|                                                               |                                                                   | Claudia Orsini                                                 | Orsino Fausto Orsini                         |  |  |       |  |  |                |  |  |             |  |
|                                                               |                                                                   | Claudia Orsini                                                 | Lavinia Cantelmo                             |  |  |       |  |  |                |  |  |             |  |
| Girolamo Mattei, I duca di Giove                              |                                                                   | Claudia Orsini                                                 |                                              |  |  |       |  |  |                |  |  |             |  |
|                                                               | Alessandro I Gonzaga, II conte di Novellara, Bagnolo e Cortenuova | Giampietro Gonzaga, I conte di Novellara, Bagnolo e Cortenuova |                                              |  |  |       |  |  |                |  |  |             |  |
|                                                               | Alessandro I Gonzaga, II conte di Novellara, Bagnolo e Cortenuova | Giampietro Gonzaga, I conte di Novellara, Bagnolo e Cortenuova |                                              |  |  |       |  |  |                |  |  |             |  |
|                                                               | Alessandro I Gonzaga, II conte di Novellara, Bagnolo e Cortenuova | Caterina Torelli                                               |                                              |  |  |       |  |  |                |  |  |             |  |
| Alfonso I Gonzaga, V conte di Novellara, Bagnolo e Cortenuova | Alessandro I Gonzaga, II conte di Novellara, Bagnolo e Cortenuova |                                                                |                                              |  |  |       |  |  |                |  |  |             |  |
|                                                               |                                                                   | Costanza da Correggio                                          | Giberto VII da Correggio, conte di Correggio |  |  |       |  |  |                |  |  |             |  |
|                                                               |                                                                   | Costanza da Correggio                                          | Giberto VII da Correggio, conte di Correggio |  |  |       |  |  |                |  |  |             |  |
|                                                               |                                                                   | Costanza da Correggio                                          | Violante Pico della Mirandola                |  |  |       |  |  |                |  |  |             |  |
| Costanza Gonzaga                                              |                                                                   | Costanza da Correggio                                          |                                              |  |  |       |  |  |                |  |  |             |  |
|                                                               |                                                                   | Giovanni Tommaso di Capua, I marchese della Torre Francolise   | Annibale di Capua, signore di Montagnano     |  |  |       |  |  |                |  |  |             |  |
|                                                               |                                                                   | Giovanni Tommaso di Capua, I marchese della Torre Francolise   | Annibale di Capua, signore di Montagnano     |  |  |       |  |  |                |  |  |             |  |
|                                                               |                                                                   | Giovanni Tommaso di Capua, I marchese della Torre Francolise   | Lucrezia Acrimonte, signora di Rocca Romana  |  |  |       |  |  |                |  |  |             |  |
| Vittoria di Capua                                             |                                                                   | Giovanni Tommaso di Capua, I marchese della Torre Francolise   |                                              |  |  |       |  |  |                |  |  |             |  |
|                                                               |                                                                   | Faustina Colonna                                               | Camillo Colonna, I duca di Zagarolo          |  |  |       |  |  |                |  |  |             |  |
|                                                               |                                                                   | Faustina Colonna                                               | Camillo Colonna, I duca di Zagarolo          |  |  |       |  |  |                |  |  |             |  |
|                                                               |                                                                   | Faustina Colonna                                               | Vittoria Colonna                             |  |  |       |  |  |                |  |  |             |  |
|                                                               |                                                                   | Faustina Colonna                                               |                                              |  |  |       |  |  |                |  |  |             |  |